# Eroberung von Bagdad
Die mongolische Eroberung Bagdads fand am 10. Februar 1258 statt. Die Mongolen unter Hülegü eroberten und zerstörten die Hauptstadt der abbasidischen Kalifen. Hülegüs Ziel war es, den Nahen Osten unter die feste Kontrolle des Mongolenreiches zu bringen. Der Kalif sollte dabei eigentlich als Vasall dienen, doch aufgrund seiner Verweigerung der Gefolgschaft sollte Hülegü auf Befehl des Großkhans Möngke die Abbasiden beseitigen.
Nach der Belagerung und Einnahme war Bagdad total zerstört. Schätzungen der zivilen Opfer reichen von 100.000 bis eine Million. Die Stadt wurde geplündert und niedergebrannt. Kulturgüter und Bibliotheken wurden zerstört. Überreste der Zerstörungen fanden sich teilweise im Fluss wieder. Im Ergebnis wurde Bagdad für lange Zeit bedeutungslos und die Einnahme der Stadt wurde als der Endpunkt der Blütezeit des Islam angesehen.

## Vorgeschichte und Ausgangssituation

### Das Vordringen der Mongolen in den Nahen Osten
Die Mongolen hatten in nur kurzer Zeit viele Länder erobert und tributpflichtig gemacht und ein Ende der Expansion war nicht in Sicht. Der Mongolenherrscher Möngke Khan beauftragte nach seiner Machtübernahme seinen Bruder Kublai mit der Eroberung Chinas und seinen Bruder Hülegü mit der Eroberung des Westens. Im Iran stellte sich den Mongolen die militante Sekte der Assassinen in den Weg. Die Assassinen hatten mehrere Festungen im Elburs-Gebirge im Nordiran und in Syrien unter ihrer Kontrolle.
Hülegü wurde für seine Feldzüge eine große Armee (ein Fünftel der gesamten Armee) übergeben. Jeder zehnte Krieger des Reiches sollte mit Hülegü ziehen, was wohl einer Stärke von etwa 150.000 Mann entsprach. Hülegü brach 1253 auf und erreichte, bedingt durch den riesigen Tross, erst 1255 Samarqand in Transoxanien. Dort versammelte er alle Vasallen und schickte weitere Briefe an andere Herrscher, die sich unterwerfen sollten, um mit ihm gegen die Feinde zu ziehen.
Als Reaktion auf die mongolische Invasion des Irans beauftragte der Führer der Assassinen in Alamut Ala ad-Din Muhammad III. b. Hasan (herrschte 1221–1255) Attentäter, Möngke Khan und den General Kitbukha zu ermorden. Doch das Vorhaben scheiterte. Hülegü griff daraufhin die Assassinen an und konnte nach der Zerstörung mehrerer Festungen am 20. Dezember 1256 schließlich Alamut einnehmen. Die Burg wurde geschleift und der Führer der Assassinen – mittlerweile Rukn ad-Din Churschah – wurde 1257 hingerichtet.

### Diplomatische Kontakte zwischen Mongolen und Abbasiden
Der Kalif an-Nāsir li-Dīn Allāh (r. 1180–1225) soll versucht haben, sich mit Dschingis Khan gegen die Bedrohung durch den Choresm-Schah Muhammad II. zu verbünden. Der Kalif soll eine Gesandtschaft und eventuell gefangene Kreuzfahrer zu den Mongolen geschickt haben.
Gemäß der Geheimen Geschichte der Mongolen sollen schon Dschingis Khan und sein Nachfolger Ögedei Khan den Befehl zum Angriff auf Bagdad gegeben haben. 1236 griff eine Armee unter General Chormaqan die Stadt Erbil am nördlichen Rand des Kalifats an. Danach unternahmen die Mongolen fast jährlich Raubzüge gegen Erbil und kamen bis an die Stadtmauern Bagdads. 1238 und 1245 besiegte die kalifische Armee Abteilungen der Mongolen.
Trotz dieser Siege hoffte der Kalif auf eine Einigung mit den Mongolen und schickte ihnen 1241 einen großen Tribut. Gesandte des Kalifen waren bei den Krönungen Güyük Khans 1246 und Möngke Khans 1251 dabei. Güyük Khan bestand darauf, dass der Kalif persönlich nach Karakorum kommen und sich völlig den Mongolen unterwerfen sollte. Güyük Khan und Möngke Khan machten die Unfähigkeit Baijus – des Nachfolgers Chormaqans – für den Widerstand des Kalifats verantwortlich.
Nachdem die Assassinen beseitigt waren, hielt sich Hülegü in Hamadan auf. Von dort aus sandte er dem amtierenden Kalifen al-Musta'sim Briefe mit der Aufforderung, sich als Vasall den Mongolen zu unterwerfen. Schon seit 1232 weigerten sich die Kalifen, den Mongolen zu folgen. Ursprünglich – so Raschīd ad-Dīn – wollte al-Musta'sim wohl den Wünschen der Mongolen folgen, wurde aber von seinen Ratgebern umgestimmt. Dem Kalifen wurde von mehreren Leuten Unfähigkeit und mangelnde Kompetenz vorgeworfen. Er verkannte die gefährliche Lage, denn nun stand im Gegensatz zu früher eine große Eroberungsarmee gegen die Stadt.

### Bagdad und das Abbasidenkalifat im 13. Jahrhundert
Die Abbasiden hatten 751 die erste Kalifendynastie der Umayyaden von Damaskus gestürzt, die seit 661 über das Arabische Reich (Islamisches Kalifat) geherrscht hatte. Das Machtzentrum verschob sich zunächst von Arabien nach Syrien, dann unter den Abbasiden nach Mesopotamien. Ab etwa der Mitte des 8. Jahrhunderts verselbständigten sich innerhalb des Islamischen Kalifats (besonders an der Peripherie des Reichs) durch die Schwäche der Kalifen in Bagdad lokale Machthaber, die zuvor als Gouverneure im Namen des Kalifen die ihnen unterstehenden Provinzen verwaltet hatten, und gründeten nun als Landesherren ihre eigenen Dynastien. Der Kalif war zwischenzeitlich im Zentrum seines Reichs zu einer Marionette in der Hand seiner Militärsklaven bzw. Warlords oder fremder Dynastien wie der iranischen Buyyiden oder türkischen Seldschuken geworden, hatte aber als Symbolfigur noch eine große Bedeutung in der islamischen Welt. Doch ab dem 12. Jahrhundert, im Zuge des Niedergangs der Seldschuken, konnten die Kalifen immer mehr ihrer ehemaligen Macht zurückgewinnen und agierten immer selbständiger. Neben ihrer geistlichen Autorität gewannen sie auf dem Gebiet des heutigen Iraks wieder weltliche Macht.
Auf seinem Höhepunkt hatte Bagdad eine Bevölkerung von fast einer Million und wurde von 60.000 Soldaten verteidigt. Es war das Zentrum der islamischen Welt. Doch Bagdad wurde durch Überflutungen (1243, 1248, 1253, 1255 und am schlimmsten 1256) und Feuer beschädigt, und die Konkurrenz zwischen den sunnitisch-arabischen und den schiitisch-persischen Einwohnern schlug ab und an in Gewalt um; trotzdem war die Stadt immer noch reich und kulturell wichtig. Das Zentrum der Stadt hatte sich von der Kreisstadt des Städtegründers al-Mansurs nach Osten direkt an den Tigris verlagert, wo der neue Kalifenpalast stand. Dieser östliche Teil Bagdads (al-Šarqiya) war dichter besiedelt und Heimat der meist sunnitischen Araber. Dort standen neben dem Kalifenpalast verschiedene Moscheen, Paläste und Gärten. Das Viertel war von einer Mauer umgeben. Im Westen (al-Ḡarbiya) lebten vornehmlich Schiiten. Ost und West waren nur über zwei Brücken miteinander verbunden. Viele Flächen der Stadt lagen brach und wüst und wurden nicht wieder aufgebaut.

## Die Belagerung
Das riesige Heer Hülegüs bestand aus drei Teilheeren. Der nördliche Teil unter dem Kommando Baijus kam aus Anatolien über Erbil und überquerte am 16. Januar 1258 bei Tikrit den Tigris und näherte sich Bagdad vom Westen. Hülegü selbst startete mit seinem Heer vom Hamadan und kam über Kermānschāh, Hulwan von Osten her auf Bagdad zu. Die südliche Gruppe zog über Lorestan gegen Bagdad.
In Hülegüs Armee waren unter anderem Generäle wie Arghun Aqa von den Oiraten, Baiju, Buqa-Temur, der Chinese Guo Kan, der Dschalaiyr Koke Ilge, Kitbukha von den Naimanen, Tutar und Quli von der Goldenen Horde und Hülegüs Bruder Sunitai. Neben den Mongolen kämpften große Verbände christlicher Vasallen wie die Georgier, Armenier und einige Franken aus dem Fürstentum Antiochia. Der Zeitzeuge Ata al-Mulk Dschuwaini berichtete auch über 1000 chinesische Artillerieexperten, persische und türkische Soldaten.

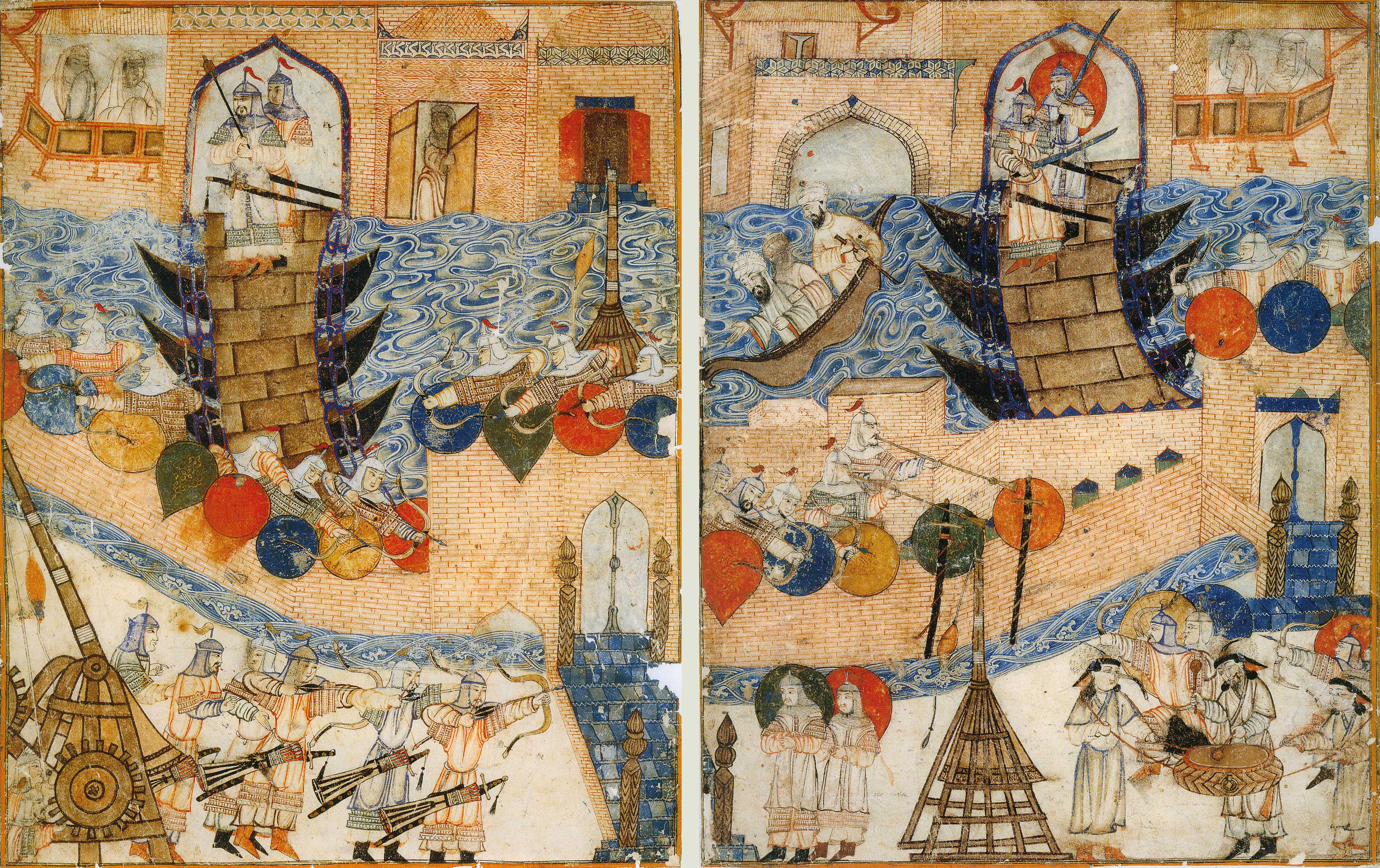
Die Mongolen greifen Bagdad mit verschiedenen Waffen an. Zu erkennen sind Belagerungswaffen und Pontonbrücken (Persische Miniatur aus der Dschami' at-tawarich (Universalgeschichte) Raschīd ad-Dīns).

Al-Musta'sim scheiterte aus mehreren Gründen, die Stadt gegen die Mongolen zu verteidigen: Er zog weder zusätzlich Männer in die Armee ein, noch verstärkte er die Verteidigungsmauern. Auch war er nicht bereit, Bagdad den Mongolen zu überlassen. Darüber hinaus fürchtete er sich vor Massakern, die die Mongolen bei einer Übergabe der Stadt begehen würden. So drohte er selbst Hülegü, der dann die Zerstörung der Stadt beschloss.
Hülegü positionierte seine Armee an beiden Seiten des Tigris und ließ sie wie eine Zange die Stadt umschließen. Die Kalifenarmee unternahm mit ca. 20.000 Mann einen erfolgreichen Ausfall und konnte wesentliche Teile des Westufers zunächst wieder unter Kontrolle bringen, unterlag dann aber in einer zweiten Schlacht. Die Mongolen zerstörten einige der flussaufwärts gelegenen Bewässerungsdeiche und konnten so die Ausfallarmee vom Hauptheer in der Stadt abschneiden und einkesseln. Einige tausend Soldaten wurden getötet oder ertranken, den übrigen gelang die Flucht zurück in die Stadt.
Als die Hauptarmee der Mongolen eintraf, begann am 22. Januar die Belagerung Bagdads. Es wurden eine Palisade und ein Graben um Bagdad gezogen und Katapulte und Belagerungswaffen in Stellung gebracht. Aus Ziegeln der verlassenen Vororte errichteten die Mongolen nahe den Stadtmauern Belagerungstürme, von denen aus sie die Mauern mit Steinen, Brandsätzen und Pfeilen überschießen konnten. Der Fluss wurde am Stadteingang und Ausgang durch Pontonbrücken gesperrt. Eine Woche später startete am 29. Januar der Angriff auf die Stadt. Am 5. Februar gelang es den Mongolen eine Bresche zu schießen und im darauffolgenden Sturmangriff die gesamte östliche Stadtmauer zu erobern. Ein Verhandlungsangebot al-Musta'sims wurde abgelehnt. Am 10. Februar (nach dem islamischen Kalender am 4. Safar 656 AH) übergab er die Stadt und am 13. Februar strömten die Mongolen in die Stadt. Eine Woche voller Zerstörungen und Massaker begann.

## Zerstörungen und Massaker

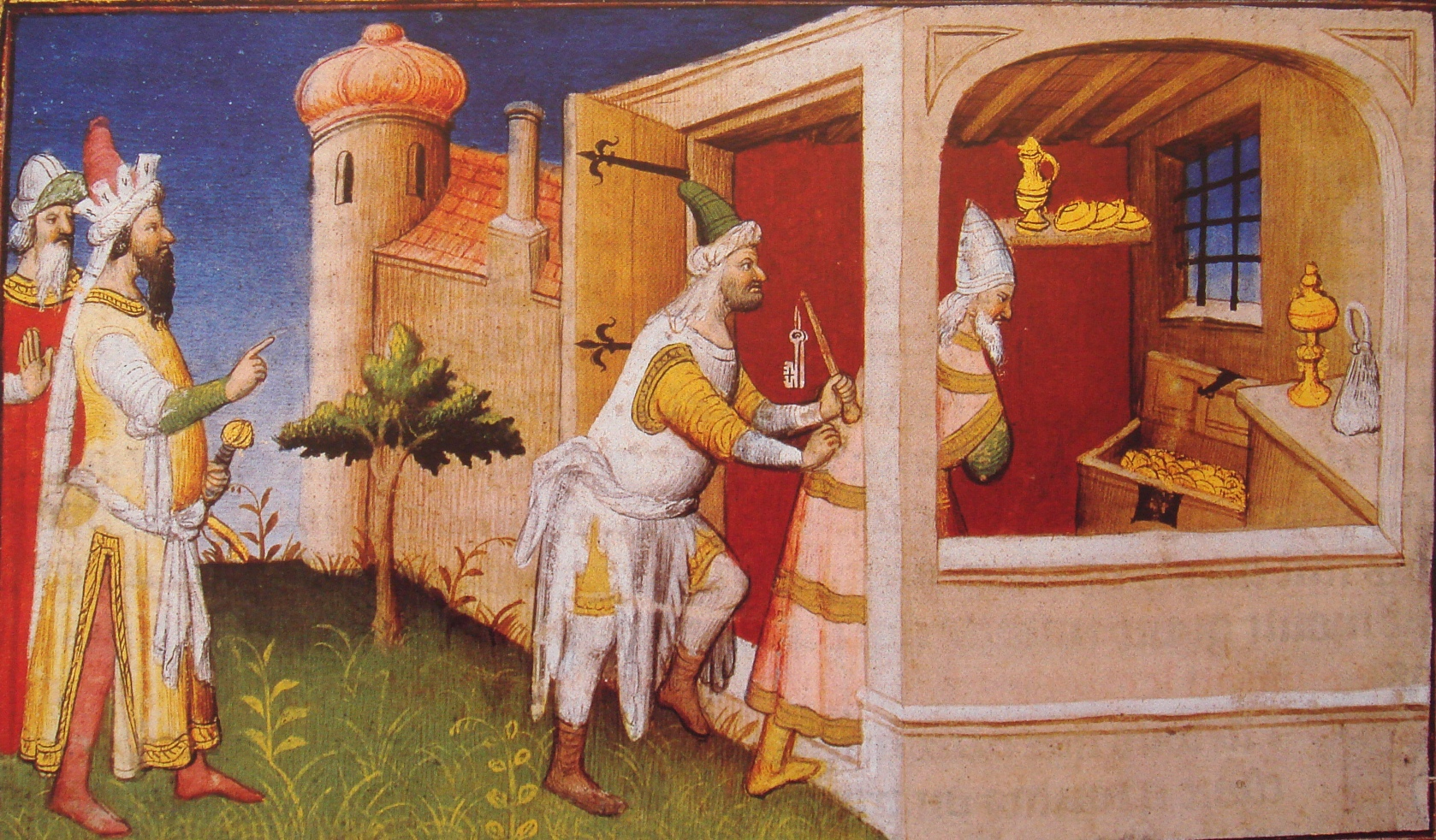
Hülegü (links) sperrt den Kalifen al-Musta'sim zusammen mit dessen Schätzen ein und überlässt ihn dem Hungertod (Miniatur aus Le livre des merveilles aus dem 15. Jh.).

Nachdem die Mongolen in der Stadt waren, richteten sie großes Unheil an. Das Haus der Weisheit, welches unzählige wertvolle historische Dokumente über Themen von Medizin bis Astronomie enthielt, wurde zerstört. Überlebende sagten, dass das Wasser des Tigris von der Tinte schwarz war. Auch alle anderen Bibliotheken der Stadt wurden verbrannt, genauso wie Moscheen, Paläste und Krankenhäuser. Wissenschaftler und Philosophen wurden nicht verschont. Bürger, die fliehen wollten, wurden von den Mongolen abgefangen und getötet. Martin Sicker spricht von fast 90.000 Opfern. Andere Schätzungen liegen höher. Der Historiker der Ilchane, Abdullah Wassaf, aus dem 14. Jahrhundert vermutete mehrere hunderttausend Tote. Ian Frazier von der Zeitung The New Yorker schätzt die Opferzahl zwischen 200.000 und einer Million. Hülegü musste wegen des starken Verwesungsgestanks sein Lager an einer anderen Stelle wieder aufschlagen.
Der Kalif wurde gefangengenommen und musste mit ansehen, wie seine Bürger getötet und seine Schätze geplündert wurden. Am 20. Februar brach Hülegü Richtung Aserbaidschan auf und ließ den Kalifen und dessen 23-jährigen Sohn auf dem Weg bei einem Dorf östlich der Stadt töten. Die meisten Quellen sprechen davon, dass der Kalif totgetrampelt wurde. Dazu wurde er in einen Teppich gewickelt und von den Reitern überrollt. Sein adeliges Blut sollte nicht den Boden erzürnen und Unheil beschwören. Er wurde bestattet, jedoch existieren keine Spuren eines Grabes. Sein jüngster, 16-jähriger Sohn und drei Töchter wurden verschont. Die Töchter wurden in die Mongolei geschickt, wo eine Tochter unterwegs wohl Selbstmord beging. Die anderen beiden heirateten und kehrten später mit Erlaubnis der Mongolen nach Bagdad zurück. Der Sohn lebte bei den Mongolen in Armenien, wo er heiratete und im hohen Alter starb. Der älteste Sohn, der 25 Jahre alt war, starb einen Tag nach seinem Vater in der Stadt.
Bagdad war zum größten Teil entvölkert und ruiniert. In den nächsten Jahrhunderten konnte es nur wenig von seinem Ruhm wiedererlangen. Der Chronist Isuf al’Haita bezeichnet die Mongolen als „unaufhaltsamen Sandsturm“, der über die Stadt kam und Bagdad „in ein tiefes Rot tauchte“. Eine Schädelpyramide „höher […] als es alle Minarette und Türme der großartigen Stadt jemals zuvor gewesen waren“ zeugte von der Brutalität der Zerstörungen. Abdullah Wassaf berichtete in seinem Werk, dass die Mongolen wie rasende Wölfe und hungrige Falken über die Menschen der Stadt herfielen und zügel- und schamlos Mord und Terror verbreiteten. Der Wissenschaftler Steven Dutch spricht über Bagdad als „eines der brillantesten intellektuellen Zentren der Welt“. Die Zerstörung der Stadt war „ein psychologischer Schlag, von dem sich der Islam nie erholte“. Des Weiteren wurde mit der Plünderung „das intellektuelle Aufblühen des Islams abgewürgt“.
Trotz dieser fast apokalyptischen Berichte muss man anmerken, dass es auch andere, weit weniger grausame Berichte gab. Dies lässt sich teilweise damit begründen, dass die mamlukischen Feinde der Mongolen aus propagandistischen Gründen die Grausamkeit der Mongolen übertrieben. Dies konnte man zum Beispiel daran sehen, dass die gesamte Familie des Kalifen hingerichtet worden sei. Doch die einzigen zwei Augenzeugen, die später die Ereignisse niederschrieben – auf Seiten der Mongolen Nasīr ad-Dīn at-Tūsī und auf Seite der Belagerten Ibn al-Kazaruni – berichteten zwar von der Tötung einiger Familienmitglieder, aber von keinem Befehl, alle Abbasiden zu töten. So überlebten wie erwähnt einige seiner Kinder, und andere Familienmitglieder zählten weiterhin zu den Notabeln der Stadt. Die Zerstörungen gingen nicht über die üblichen Zerstörungen im Zuge einer Belagerung hinaus, denn die Mongolen verfuhren mit Bagdad nicht so wie z. B. mit Buchara, das 1220 erobert wurde und dessen gesamte Bevölkerung entweder getötet oder deportiert worden war.

## Folgen und Bedeutung

### Das Ende des Kalifats von Bagdad
Bisherige Invasoren waren von der muslimischen Kultur Bagdads absorbiert worden und hatten sich integriert. Aber die mongolische Eroberung und Zerstörung Bagdads beendete eine Periode und war ein Trauma. Der Kalif war tot. Der jüngste Sohn und drei Töchter wurden verschont und mit Edelleuten verheiratet. Andere überlebende Verwandte al-Musta'sims flohen in das muslimische Ägypten der Mamluken. Dort wurde ein Cousin des letzten Kalifen namens al-Mustansir II. durch den mamlukischen Sultan zum Kalifen ernannt. Die Mamluken, die den Vormarsch der Mongolen später aufhalten sollten, machten den schiitischen Wesir des Kalifen für den Untergang der Stadt verantwortlich. So habe der Wesir al-Alqami den Kalifen an die Mongolen verraten, sei aber selbst ebenfalls getötet worden. Al-Mustansir versuchte Bagdad zurückzuerobern und brach im Oktober 1261 mit einigen hundert Mann von Damaskus auf. Die Mongolen fingen ihn Ende November am Ufer des Euphrats ab und besiegten ihn. Über sein Schicksal ist nichts bekannt, entweder entkam er und verschwand oder er wurde getötet. Sein Nachfolger wurde al-Hākim I. Die ägyptischen Abbasiden wurden im 16. Jahrhundert durch die Osmanen endgültig entmachtet.

### Bagdad unter mongolischer Herrschaft
Der Fall Bagdads war für die islamische Welt ein großer Schock, doch wurde die Stadt wieder aufgebaut und entwickelte sich später wieder zu einem internationalen Handelsplatz, wo Münzen geprägt wurden und unter den mongolischen Ilchanen die Religion aufblühte.
Hülegü kehrte nach Aserbaidschan zurück und ließ 3000 mongolische Krieger zurück, um das schwer beschädigte Bagdad wieder aufzubauen. Leichen und Kadaver wurden weggeschafft und die Märkte wieder eröffnet. Schon im gleichen Jahr wurden wieder Münzen geprägt. Die christlichen Einwohner Bagdads waren auf Bitten der Ehefrau Hülegüs Doquz-Chatun, die selber christlich-nestorianisch war, verschont worden. Hülegü bot den Kalifenpalast dem nestorianischen Patriarchen Mar Makkicha II. an und befahl den Bau einer Kathedrale. Bagdad wurde in das mongolische Verwaltungssystem eingebunden: Bagdad, das südliche Mesopotamien und Chusistan bekamen einen Gouverneur (Wali), einen stellvertretenden Gouverneur (Nāʾeb), einen Militärkommandanten (Šeḥna) und mehrere Richter. Wali und Nāʾeb konnten auch Einheimische werden, aber als Šeḥna wurde immer ein Mongole eingesetzt. Bagdad wurde zeitweise sogar von zwei Walis verwaltet. Der Gelehrte und Lehrer Hülegüs, Ata al-Mulk Dschuwaini, wurde 1260 zum Nāʾeb ernannt, während der Wali der gesamten Region der mongolische Fürst Sujunjāq war, der die Verwaltung aber normalerweise Dschuwaini überließ. 1258/59 wurde in der Stadt eine Volkszählung und Steuerfestsetzung durchgeführt. Der jakobitische Reisende Gregorius Bar-Hebraeus besuchte 1265 Bagdad und stellte fest, dass die mongolische Eroberung Aleppos verheerender war, als es in Bagdad der Fall war.

### Landwirtschaftlicher Niedergang im Irak
Einige Historiker glauben, dass die mongolische Invasion dem komplizierten und Jahrtausende alten Bewässerungssystem schwer geschadet hat. Kanäle wurden unterbrochen und zerstört und durch die Flucht und den Tod unzähliger Menschen gab es keine Möglichkeit mehr, das riesige System wieder zu reparieren und in Stand zu halten. Dies bedeutete den Niedergang der Landwirtschaft und Ausbreitung der Wüste in Mesopotamien. Vorgebracht wurde diese These durch den Historiker Svatopluk Souček in seinem 2000 erschienenen Buch A History of Inner Asia. Andere Historiker verweisen auf die Versalzung als den Hauptgrund für den Niedergang der Landwirtschaft.